# Bühnenkonzept
Auf Antrag der Genehmigungsbehörde kann vom Veranstalter einer Veranstaltung ein Bühnenkonzept gefordert werden. Es kann als Anlage und Bestandteil des Sicherheitskonzepts erforderlich sein.

## Inhalt
Eine Bühne ist ein besonders sicherheitsrelevanter Bestandteil vieler Veranstaltungen. Die dazugehörige Beschreibung sollte mindestens folgende Bestandteile enthalten:
- Skizze/Lageplan[2]
- Standsicherheitsnachweis für fliegende Bauten (Tribünen) nach DIN 4112
- Ablaufplan inkl. Auf- und Abbau
- Bewachung
- besonders publikumsrelevante Personen
- Beschreibung des Backstage-Bereiches[3]
- Beschreibung der Zugangskontrolle (Welche Akkreditierung ist erforderlich?)
- Zutrittsberechtigungen: Wer? Wann? Weshalb?
- Absperrung des Bühnenbereiches